# Tim Schaller
Tim Schaller, född 16 november 1990, är en amerikansk professionell ishockeyspelare som spelar för Vancouver Canucks i NHL.
Han har tidigare spelat på NHL-nivå för Boston Bruins och Buffalo Sabres och på lägre nivåer för Rochester Americans i AHL, Providence Friars (Providence College) i NCAA och New England Jr. Huskies i EJHL.
Schaller blev aldrig draftad av någon NHL-organisation.
Den 1 juli 2018 skrev han som free agent på ett tvåårskontrakt värt 3,8 miljoner dollar med Vancouver Canucks.

## Statistik
| 2006–07     | Tyngsboro/Nashua Huskies | EmJHL       | 36  | 4  | 20 | 24 | 24  | 4  | 0 | 3 | 3 | 4 |
|             | New England Jr. Huskies  | EJHL        | 1   | 0  | 0  | 0  | 0   | —  | — | — | — | — |
| 2007–08     | New England Jr. Huskies  | EJHL        | 44  | 8  | 25 | 33 | 29  | —  | — | — | — | — |
| 2008–09     | New England Jr. Huskies  | EJHL        | 45  | 16 | 23 | 39 | 54  | 2  | 0 | 1 | 1 | 0 |
| 2009–10     | Providence Friars        | NCAA        | 33  | 2  | 3  | 5  | 40  | —  | — | — | — | — |
| 2010–11     | Providence Friars        | NCAA        | 34  | 5  | 14 | 19 | 36  | —  | — | — | — | — |
| 2011–12     | Providence Friars        | NCAA        | 26  | 14 | 7  | 21 | 24  | —  | — | — | — | — |
| 2012–13     | Providence Friars        | NCAA        | 38  | 8  | 15 | 23 | 61  | —  | — | — | — | — |
| 2013–14     | Rochester Americans      | AHL         | 72  | 11 | 7  | 18 | 36  | 5  | 0 | 1 | 1 | 2 |
| 2014–15     | Buffalo Sabres           | NHL         | 18  | 1  | 1  | 2  | 2   | —  | — | — | — | — |
|             | Rochester Americans      | AHL         | 65  | 15 | 28 | 43 | 116 | —  | — | — | — | — |
| 2015–16     | Buffalo Sabres           | NHL         | 17  | 1  | 2  | 3  | 2   | —  | — | — | — | — |
|             | Rochester Americans      | AHL         | 37  | 12 | 14 | 26 | 48  | —  | — | — | — | — |
| 2016–17     | Boston Bruins            | NHL         | 59  | 7  | 7  | 14 | 23  | 6  | 1 | 0 | 1 | 2 |
| 2017–18     | Boston Bruins            | NHL         | 82  | 12 | 10 | 22 | 42  | 11 | 0 | 2 | 2 | 2 |
| 2018–19     | Vancouver Canucks        | NHL         | —   | —  | —  | —  | —   | —  | — | — | — | — |
| NHL totalt  | NHL totalt               | NHL totalt  | 176 | 21 | 20 | 41 | 69  | 17 | 1 | 2 | 3 | 4 |
| AHL totalt  | AHL totalt               | AHL totalt  | 174 | 38 | 49 | 87 | 200 | 5  | 0 | 1 | 1 | 2 |
| NCAA totalt | NCAA totalt              | NCAA totalt | 131 | 29 | 39 | 68 | 161 | —  | — | — | — | — |